# 圣若泽-杜雅库里
圣若泽-杜雅库里是巴西米纳斯吉拉斯州的一个市镇。总面积345.861平方公里，总人口6958人，人口密度20.1人/平方公里。